# Designoví psi

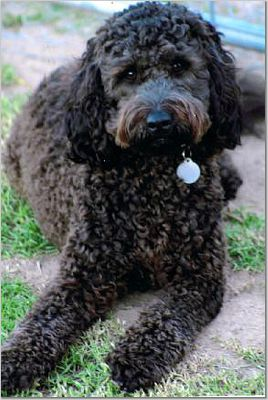
Černý labradoodle

Designoví psi, neboli hybridní psi, jsou kříženci dvou čistokrevných plemen. Chovatelé a kluby, které kolem obchodu s těmito psy existují, vydávají novým majitelům spolu se psem i osvědčení o jeho designovosti, protože průkaz původu (PP) takové štěně samozřejmě získat nemůže. Pokud designový pes v dospělosti počne vlastní potomky, už to nebudou designoví psi, ale obyčejní voříšci. Teoreticky se mezi designové psy řadí i pudlpointr, avšak ten je uznaný FCI jako skutečné šlechtěné psí plemeno.
Jejich vzhled je různorodý, v této skupině máme křížence bišonka a jorkšírského teriér (= Bichon/Yorkie) a zároveň i křížence německého boxera a stafordšírského bulteriéra (= Bull boxer). Toto křížení vznikalo většinou náhodně, ale třeba labradoodle je výsledkem uvědomělého a plánovaného šlechtění, přičemž šlechtitelé se snažili o zdravé psí plemeno, které bude mít milou a přátelskou povahu obou plemen a bude se hodit i pro alergické osoby.

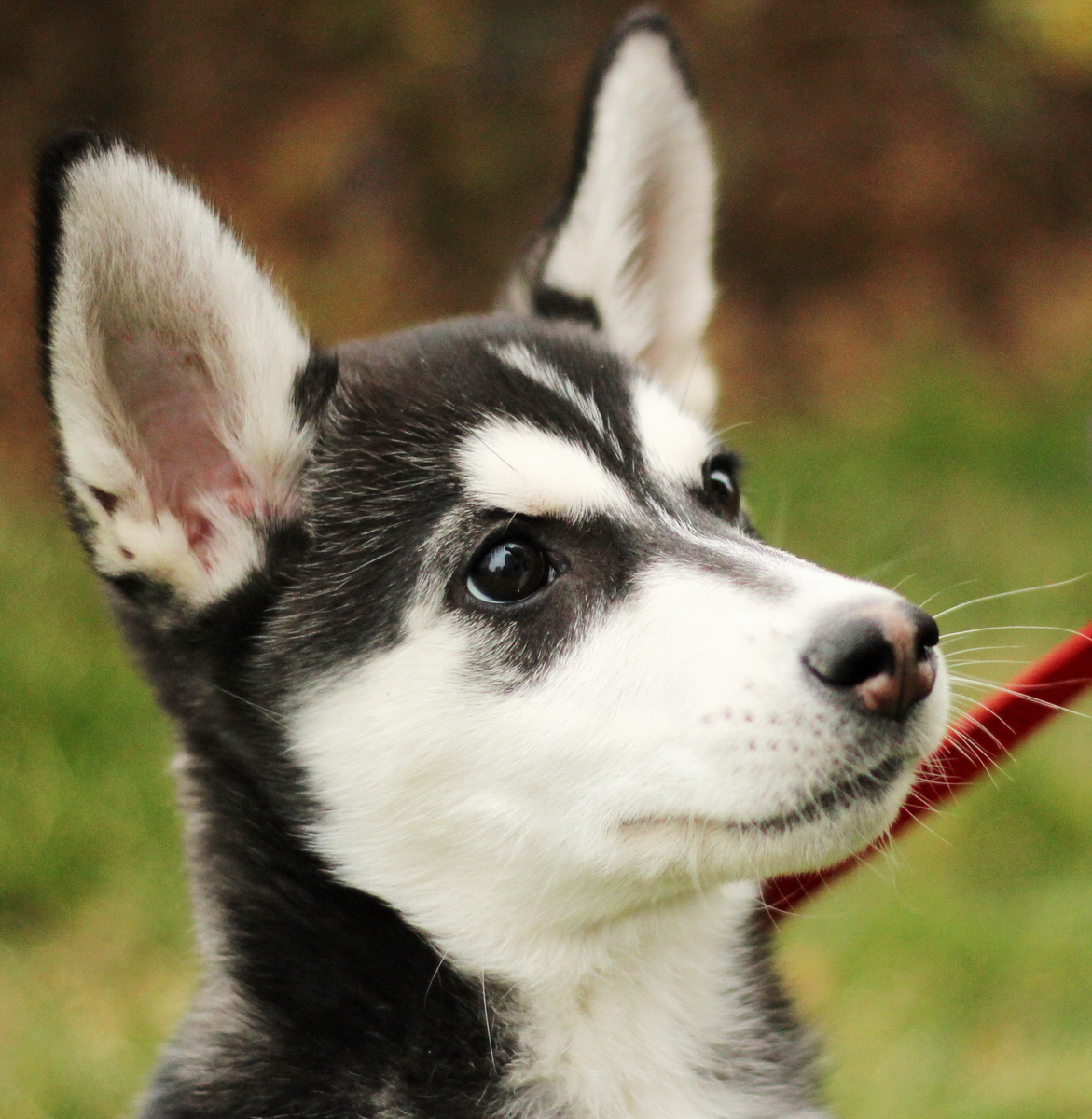
Štěně haskamuta

## Plemena
- Bull boxer (= stafordšírský bulteriér + německý boxer)
- Bichon/Yorkie (= bišonek + jorkšírský teriér)
- Cockapoo (= anglický kokršpaněl + pudl)
- Dorkie (= jezevčík + jorkšírský teriér)
- Haskamute (= aljašský husky + aljašský malamut)
- Chion (= čivava + pappilon)
- Labradoodle (= labradorský retrívr * pudl)
- Maltipoo (= maltézský psík + pudl)
- Pekepoo (= pekingský palácový psík + pudl)
- Puggle (= mops a bígl)